# Joanna Grisez
Joanna Elora Margaux Grisez (Colombes, 5 ottobre 1996) è una rugbista a 15 francese, estremo del Bobigny.

## Biografia
Giunta relativamente tardi al rugby (19 anni), scoperto durante gli studi universitari in scienze dello sport all'università Parigi-Cartesio (poi Paris-Cité), milita nel Bobigny,  club francilien nel Senna-Saint-Denis.
Estremo veloce e accreditata di grande tecnica individuale, si mise in luce nel rugby a 7, conquistando con la nazionale la qualificazione al torneo olimpico di Tokyo, al quale tuttavia non poté prendere parte per via di un infortunio.
Un anno più tardi fu tra le protagoniste alla conquista del terzo posto finale alla Coppa del Mondo Sevens 2022 a Città del Capo.
Con ancora nessuna presenza nella Francia a XV, ha ricevuto la convocazione nella rosa della squadra per la Coppa del Mondo 2021 in Nuova Zelanda, nel corso della quale ha debuttato l'8 ottobre nella fase a gironi contro il Sudafrica realizzando anche una meta.
Ai quarti di finale, nella partita vinta 39-3 contro l'Italia, Grisez ha realizzato tre mete, guadagnando il temporaneo primato di miglior marcatrice francese al torneo.